# Задвірняк Максим Євменович
Максим Задвірняк (Задвірняк Максим Євменович; (нар.1892, Качурівка Вінницької області — пом. 4 червня 1938, Хабаровськ) — український релігійний діяч, єпископ Проскурівський УАПЦ.

## Біографія
Народився у багатодітній родині селян, яка виховувала 12 власних та двох усиновлених дітей. Максим після навчання у школі (1900-1904 роки) разом із братом Василем вирішив стати священиком.
Навчався у Тульчинському духовному училищі (1904-1908), а 1914-го закінчив Подільську духовну семінарію. Того ж року одружився з донькою священика Людмилою Соколовою, висвячений і став священиком у селі Летава (був на парафії протягом двох років).
З 1916 навчався у Київській духовній академії Відомства православного сповідання Російської імперії та в часи УНР (аж доки її не закрили 1919). Відтоді повернувся до священицтва і з 1919-го по 1920 - на парафії у селі Шидлівці, а з 1920 по 1923 — у селі Кутківці.

### Єпископ
Хиротонія на єпископа УАПЦ відбулася 1923, відтоді й по 1925-й рік — мешкає у Кам'янці-Подільському. 1925 хіротонізований на єпископа Проскурівського з перебуванням у селі Іванківці.
Через священика В. Волошинського із села Лехнівка залучити до своїх лав єпископа Максима намагалась так звана Діяльно-Христова церква. На думку одних істориків єпископ був прихильний до ДХЦ, інші ж це категорично заперечують.
Єпископ Максим брав участь у Другому Всеукраїнському Православному Церковному Соборі УАПЦ, що проходив 17-30 жовтня 1927 року.
1929 окупаційна російська влада постановила закрити церкву в Іванківцях. Проте єпископ зібрав підписи більшості селян і домігся того, щоб церква продовжувала функціонувати. Згодом, вже після переїзду сім'ї єпископа, селянка Іванковець Єлизавета Паявца допомагала родині грошима і квасолею.
1930 після заборони УАПЦ, приєднався до Української Православної Церкви, яка мала на меті відновити попередню під іншою назвою. Відтоді знову став звичайним священиком у селі Мочулинці й пробув ним по 1935 рік.

### Арешт і суд
26 квітня 1935 року заарештований у Мочулинцях. За свідченнями очевидців більшовики виволокли отця на вулицю за бороду на очах у п'ятьох дітей та вагітної дружини.
Засуджений Вінницьким обласним судом 7 серпня 1935-го за контрреволюційну діяльність у селах Мочулинці та Іванківці до 5 років позбавлення волі. Приводом став друк і поширення у березні того року у Волочиському і Городоцькому районах антирадянських листівок із назвою "Заклик". Отцеві Максимові радянська влада приписала також участь у Спілці визволення України, дружбу з екс-керівником УАПЦ — митрополитом Миколою (Борецьким).
На суді щодо отця Максима свідчив селянин із Павликовець Іван Михайлович Кондратюк, а також Дзьобан Кирило Никифорович. Останній повідомив про таку антирадянську агітацію отця: «Пригадую, що в 1931 року в один зі святкових днів Задвірняк під час виголошування проповіді казав: «Тримайтеся, брати і сестри, скоро спасіння буде, спасайте самі себе, свою господарку та свій хліб, щоб бува не залишитись без нього та не померти наглою голодною смертю, аби не просити його у кого-небудь».
Отець Максим був відправлений до тюрми у Хабаровську. Там вів таборовий щоденник та писав листи дружині.
5 квітня 1938 року вдруге засуджений Трійкою УНКВС по Далекосхідному краю. Цього разу — до вищої міри покарання. Вирок, тобто розстріл, виконано 4 червня 1938-го. 
Постановою Хабаровського крайового суду від 20 квітня 1962 року смертний вирок скасовано, справу припинено за відсутністю складу злочину. 
Реабілітований 15 січня 1993 року прокуратурою Хмельницької області.
У селі Мочулинці влітку 2011 року встановлено пам’ятний знак, присвячений Максимові Задвірняку. 
4 червня 2013 року одночасно відслужено одразу сім панахид за єпископом Максимом — одна у Свято-Володимирському кафедральному соборі Києва, дві інші — в Ужгороді й Севастополі та ще чотири за кордоном — у Німеччині, Петропавловськ-Камчатському, Красноярську і на станції Мініно поблизу Красноярська. Тоді ж було встановлено пам'ятник єпископу Максиму на місці масового поховання розстріляних політв'язнів.

## Сім'я
Був одружений із Людмилою Арсенівною (до шлюбу Соколова) зі священничої родини.
У сім'ї єпископа Максима було шестеро дітей — Олександр, Мар'яна, Борис (зник безвісти 1943 року в Мар'янопіль), Ганна і Юрій. Щоправда шоста дитина, син Віктор, народилася вже після арешту батька і прожила всього два місяці.
Селяни Мочулинців, Вашкевичі, Лавченки, Пащуки, Скоропади, Кондратюки (шестирічна Леоніда носила картоплю з іншого кінця села), Ксенія Навроцька і Марія Папковець, допомагали сім'ї священика.
Однак їмость з дітьми виселила більшовицька влада як неблагонадійних. Сім'я перебралась у Златопіль. Там Людмила Арсенівна тимчасово роздала дітей на виховання родичам, сама ж працювала спершу санітаркою на кухні лікарні, а згодом — прибиральницею в зоотехнічному технікумі.
Син Олександр здобув освіту техніка- й інженера-будівельника, навчався на математичному факультеті Київського університету і паралельно працював в інституті математики Академії наук України. Задля кар'єри змушений був зректися батька (це питання вирішували колективно на сімейній раді). Однак Олександр захворів туберкульозом та помер у віці 31 року.
Борис навчався в педагогічній школі, як і Олександр, у Києві. 1943 року його забрали німці з містечка Златопіль, де проживала сім'я. Він планував втечу і завуальовано писав про це, однак зник безвісти.
Мар’яна (Муся) навчалася у столиці, закінчила Київське медичне училище 1941 року. На Другій світовій війні прослужила в санітарному поїзді, якого сформували з їхнього випуску. Після війни працювала акушеркою в містечку Кам’янка на Черкащині.
Юрій працював трактористом на лісорозробках в Карелії, згодом був залізничником у Хакасії.
Ганна закінчила Златопільський сільськогосподарський технікум на Кіровоградщині за спеціальністю "зоотехнік", після того — хіміко-біологічний факультет Черкаського педінституту. Все життя пропрацювала вчителькою хімії та біології в райцентрі Лисянка на Черкащині.